# BL Волопаса
BL Волопаса (лат. BL Boötis) — одиночная переменная звезда* в созвездии Волопаса на расстоянии приблизительно 21722 световых лет (около 6660 парсеков) от Солнца. Видимая звёздная величина звезды — от +15,1m до +14,43m.

## Характеристики
BL Волопаса — белая пульсирующая переменная звезда (BLBOO) спектрального класса A2-F0. Масса — около 1,66 солнечных*. Эффективная температура — около 7776 K.

## Описание
BL Волопаса — т.н. «аномальная цефеида»; звезда с периодом, характерным для сравнительно длиннопериодических переменных звёзд типа RRAB, но значительно более яркая по светимости, ближе к цефеидам II типа.